# William Catellani
William Catellani (Montecchio Emilia, 21 settembre 1920 – Montecchio Emilia, 10 dicembre 2013) è stato un pittore e incisore italiano.

## Biografia
Nato a Montecchio Emilia, un paese della pianura emiliana, in una famiglia di umili condizioni economiche, viene avviato al lavoro in giovanissima età. Ancora adolescente lavora come operaio litografo e parallelamente segue lezioni alla scuola serale di disegno diretta dallo scultore Armando Giuffredi. Durante la seconda guerra mondiale, in servizio militare nell'Italia meridionale, entra in contatto con l'ambiente artistico partenopeo che diventa fondamentale per la sua formazione culturale. Qui conosce lo scultore Alessandro Monteleone, da cui trae nuovi spunti tecnici e interpretativi. Al termine del conflitto mondiale, si diploma all'Istituto d'Arte Venturi di Modena e in seguito frequenta i corsi di decorazione e di incisione all'Accademia di Belle Arti di Bologna, dove segue con assiduità i corsi di Giorgio Morandi, allora docente di tecnica dell'incisione, dal quale riesce a trarre quegli insegnamenti, non solo tecnici, che risulteranno poi determinanti per la sua maturazione artistica. L'artista muore nel suo paese natale nel 2013, all'età di 93 anni.

## Produzione pittorica
In campo artistico espositivo Catellani è presente fin dall'immediato dopoguerra con mostre personali e con la partecipazione a collettive di importanza regionale e nazionale. Nell'attività pittorica, dopo una prima adesione a una forma di naturalismo accademico, l'artista reggiano sperimenta la poetica del neorealismo. Una corrente che Catellani in seguito abbandona per mettere a punto una sua personale ricerca stilistica, nella quale il riferimento al reale viene costantemente modificato da un'esigenza di sintesi astratta, organizzata in ritmi emotivi, con un'infinita combinazione di forme e sottili variazioni cromatiche. Nel 1952 l'artista rimane folgorato dall'incontro con l'opera di Paul Klee alla Biennale di Venezia: lui stesso ammette che la scoperta di questo artista rappresentò per lui una grande occasione culturale; dopo il rigoroso tirocinio del disegno morandiano, Klee delineava infatti una nuova possibilità di sviluppo nella direzione dell'astrattismo. 
La critica, oltre alla componente lirica che deriva dal contatto con Morandi, ha riconosciuto nelle opere di Catellani l'influenza delle avanguardie storiche e di artisti quali Nicolas De Staël, oltre al citato Paul Klee, le cui lezioni vengono elaborate in modo del tutto originale, in un processo di continua semplificazione che parte dall'analisi del dato per tradurlo in forme astratte, mantenendo sempre una struttura perfettamente equilibrata nei volumi e nelle luci.

## Produzione grafica
Gran parte della produzione è dedicata alla grafica (costituita da acqueforti, acquatinte, xilografie, acquarelli), anch'essa caratterizzata da una qualità rigorosa e raffinata, ricca di riferimenti storici e letterari che testimoniano la partecipazione attenta ai problemi della cultura, artistica e non. Dal 1987 l'artista è socio della Xilon Italiana di Genova: associazione fondata da Tranquillo Marangoni, con la quale partecipa a collettive di opere xilografiche in Italia e all'estero. Si segnala, in particolare, la presenza di sue opere alla mostra Künstler gegen Krieg, gegen Gewalt und für der Frieden, realizzata presso il Checkpoint Charlie di Berlino, in occasione della caduta del muro, nel 1989. 
Ma fu l'impegno nella tecnica dell'incisione, in particolare, a contraddistinguere tutto il suo percorso artistico. L'acquaforte rappresentò infatti una occasione per una raffinata elaborazione e sperimentazione, tesa a privilegiare un lavoro di intimo colloquio interiore.

## Opere in musei
Opere di Catellani sono conservate nelle collezioni d'arte dei Musei Civici e del Comune di Reggio Emilia.
Una nutrita raccolta di opere grafiche è conservata presso la Biblioteca Panizzi di Reggio Emilia.
Presso il Museo degli allievi di Giorgio Morandi, nel comune di Grizzana Morandi, sono esposte numerose sue opere, assieme a quelle di altri allievi del maestro. Nell’estate 2024, nello stesso museo, in occasione del sessantesimo anniversario della scomparsa di Morandi, sarà allestita una mostra dedicata specificamente a Catellani.